# 博納博物館

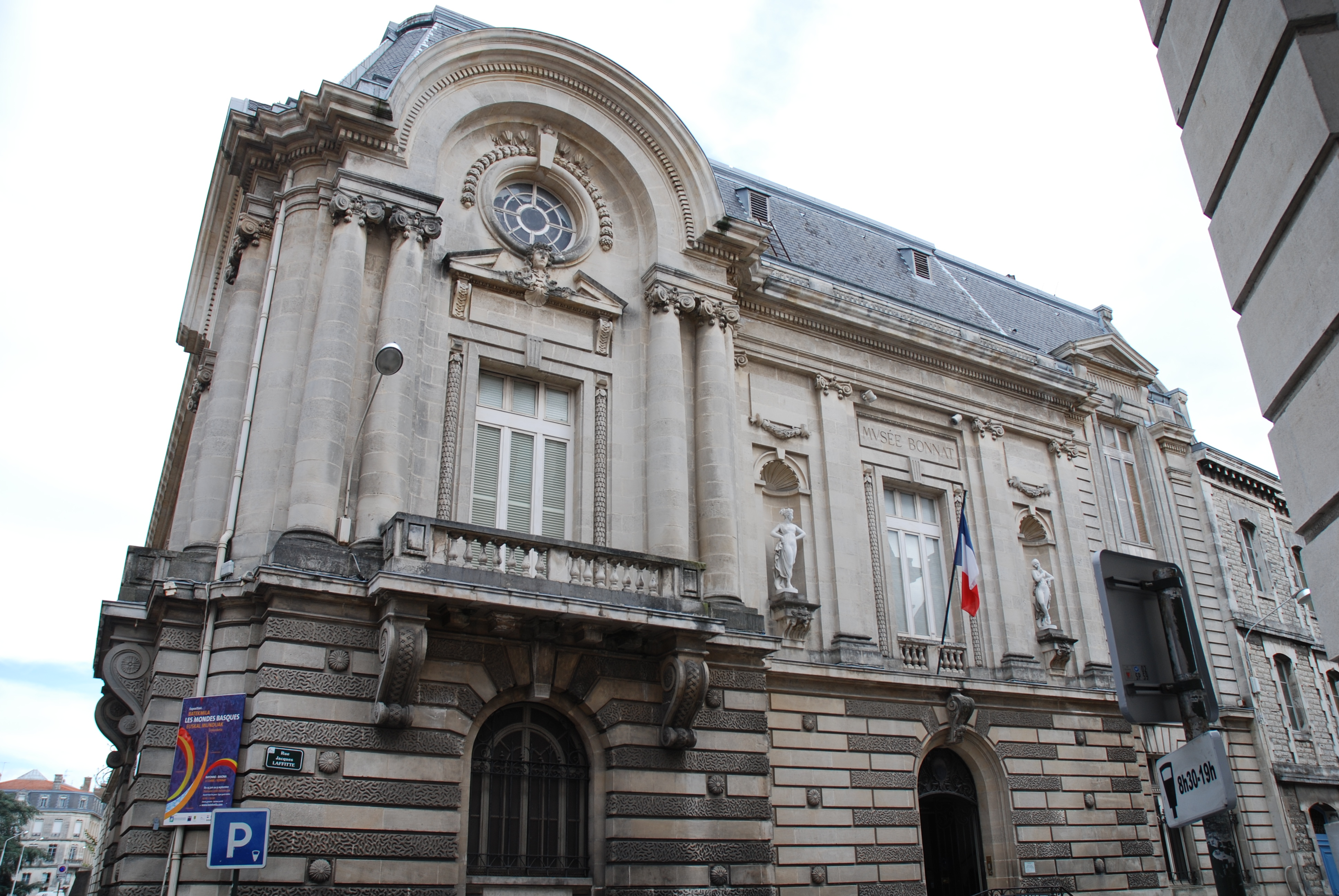
博納博物館

博納博物館（法語：Musée Bonnat) 是位於法國城市巴約訥的一個博物館。博物館主要收藏萊昂·博納捐贈的美術品。博物館也收藏眾多法國以外的美術品。